# Riu Hai

La conca del riu Hai

El riu Hai o Hai He (Xinès tradicional: 海河pinyin: Hǎi Hé, literalment riu mar), anteriorment conegut com a Bai He (Xinès tradicional: 白河pinyin: Bái Hé, literalment riu blanc; Pei Ho, en fonts occidentals), és un riu de la Xina que flueix a través de Beijing i Tianjin i desemboca en el golf de Bohai, dins de la mar Groga.
El riu Hai està format a Tianjin per cinc rius, el Canal Sud, el riu Ziya, el riu Daqing, el riu Yongding, i el Canal Nord. Els canals nord i sud són parts del Gran Canal de la Xina. El canal sud s'uneix al riu Wei a Linqing. El canal nord s'uneix amb el Bai He (o riu Chaobai) al districte de Tongzhou. El canal del nord (canal de distribució amb el Bai He) és també l'única via navegable des del mar a Beijing. Per tant, els primers occidentals també anomenaven al Hai He com Bai He.
A Tianjin, a través del Gran Canal de la Xina, el riu Hai es connecta amb els rius Groc i el riu Iang-Tsé. La construcció d'aquest gran canal va alterar enormement els rius de la conca del Hai He. Anteriorment, els rius Wei, Ziya, Yongding i la resta de rius de Bai fluïen per separat cap al mar. El Gran Canal va tallar la part final d'aquests rius i els va fondre donant lloc a una sola sortida al mar, amb la forma que té l'actual Hai He.
El Hai He té 1.329 quilòmetres de llarg des de l'afluent més llarg. Tanmateix, el riu Hai té només uns 70 km de Tianjin fins a la seva desembocadura. La seva conca té una superfície aproximada de 319.000 km² (123.000 milles quadrades). El seu cabal anual és de només la meitat del riu Groc, o d'una trentena part que el del riu Iang-Tsé.

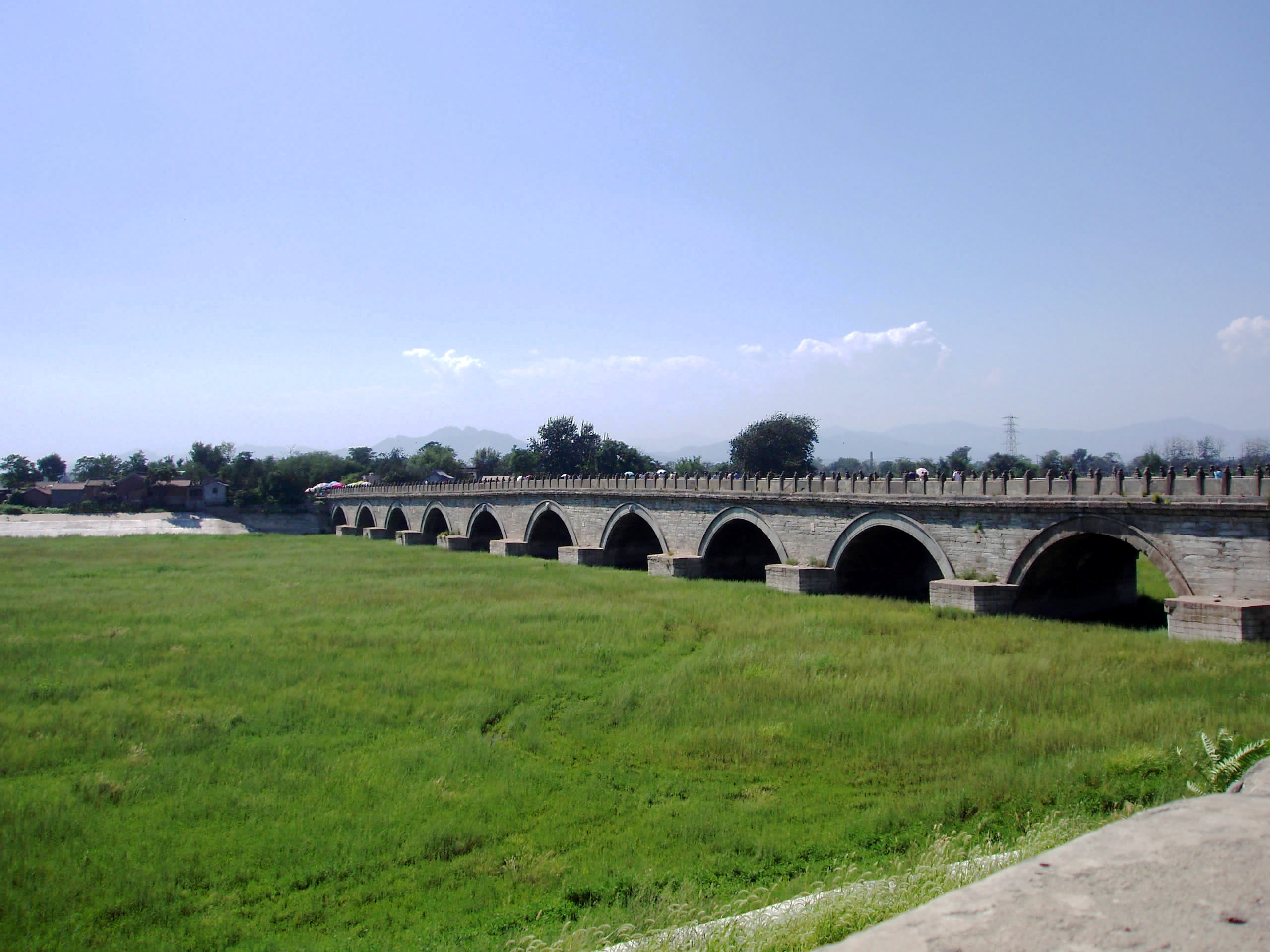
El riu Yongding sec, sota el pont Marco Polo.

Igual que el riu Groc, el Hai és un riu molt fangós a causa de la terra en pols per on passa. Els sediments transportats per l'aigua a la part inferior del seu curs, de vegades fan que l'aigua es desbordi. Les aigües dels cinc principals afluents només tenen una sortida a un mar poc profund, fet que fa encara més fortes les inundacions. A causa del fet que la capital de la Xina (i la segona ciutat més gran), Beijing, i la tercera ciutat més gran, Tianjin, ambdues estan situades a la conca del Hai, les inundacions del riu Hai causen unes pèrdues significatives. Per alleujar les inundacions, es van construir embassaments i canals artificials excavats per desviar les inundacions directament al mar. Per exemple, el riu Chaobai s'ha desviat cap al riu Chaobai Xin ('Xin' vol dir nou) i ja no està unit amb el Canal del Nord.
En els darrers anys, a causa del desenvolupament industrial i urbà a la conca del Hai, el volum de flux s'ha vist molt reduït. Molts afluents menors i alguns dels principals estan secs la major part de l'any. Amb la reducció del flux d'aigua, s'ha agreujat la contaminació de l'aigua. S'espera que l'escassetat d'aigua a la conca del Hai sigui alleujada pel Projecte de Transvasament d'aigua Sud-Nord.